# Lundtofte Boldklub
Lundtofte Boldklub (eller Lundtofte BK, LBK, LB) er en dansk fodboldklub beliggende i Kongens Lyngby nord for København. Klubben blev stiftet i 1934. Klubben spiller i Serie 2.
Lundtofte Boldklub spiller til dagligt på Lundtofte Idrætsplads.

## Klubbens tidlige historie
I 1926 blev der dannet en lille klub ved navn Lundtofte Idrætsklub. De spillede i Nordre Birks Boldspil-Unions C-række. De spillede dog kun en sæson da de blev nægtet at spille på deres bane på Lundtofte Flyveplads, hvilket også betød at klubben med opløst.
I 1934 blev klubben atter vagt til live af Louis Petersen og Hans Christensen. I 1936 indtrådte klubben i Nordre Birks Boldspil-Union igen.

## Historiske slutplaceringer
- 2025 efterår: Sjælland Serie 2
- 2024-25: Sjælland Serie 1 Pulje 1 - 12. plads (nedrykning)
- 2023-24: Sjælland Serie 1 Pulje 1 - 10. plads
- 2022-23: Sjællandsserien, Pulje 1 - 13. plads (nedrykning)
- 2021-22: Sjællandsserien, Pulje 1 - 9. plads
- 2020-21: Sjællandsserien, Nedrykningspulje 1 - 3. plads
- 2019-20: Sjællandsserien, pulje 1 - 11. plads
- 2018-19: Sjælland Serie 1, Pulje 1 - 2. plads (oprykning)
- 2017-18: Sjællandsserien, pulje 1 - 10. plads
- 2016-17: Sjælland Serie 1, Pulje 1 - 1. plads (oprykning)
- 2015-16: Sjælland Serie 2, Pulje 2 - 1. plads (oprykning)
- 2014-15: Sjælland Serie 1, Pulje 1 - 11. plads (nedrykning)
- 2013-14: Sjælland Serie 1, Pulje 1 - 5. plads
- 2012-13: Sjællandsserien - 13. pladsen (nedrykning)
- 2011-12: Sjælland Serie 1, Pulje 1 - 1. plads (oprykning)
- 2010-11: Sjælland Serie 1, Pulje 1 - 8. plads
- 2009-10: Sjælland Serie 1, Pulje 1 - 9. plads
- 2008-09: Sjælland Serie 2, Pulje 2 - 2. plads (oprykning)
- 2007-08: Sjælland Serie 2, Pulje 2 - 9. plads
- 2006-07: Sjælland Serie 1, Pulje 1 - 10. plads (nedrykning)
- 2005-06: Sjælland Serie 1, Pulje 1 - 5. plads
- 2004-05:2004-05: Sjællandsserien - 14. plads (nedrykning)
- 2004-05: Efterår:  Kvalifikationsrækken Pulje 1 - 6. plads (nedrykning)
- 2003-04: Danmarksserien, Pulje 2 - 14. plads (nedrykning)
- 2002-03 Forår:  Kvalifikationsrækken Pulje 2 - 4. plads (oprykning)
- 2002-03 Efterår: Kvalifikationsrækken Pulje 2 - 2. plads
- 2001-02: Danmarksserien, Pulje 1 - 16. plads (nedrykning)
- 2000-01: Danmarksserien, Pulje 1 - 10. plads
- 1999-00: Danmarksserien, Kreds 2 - 5. plads
- 1998-99: Danmarksserien, Kreds 2 - 6. plads
- 1997-98: Danmarksserien, Kreds 2 - 7. plads
- 1996-97: Danmarksserien, Kreds 2 - 10. plads
- 1995-96: Danmarksserien, Kreds 1 - 9 plads
- 1994-95: Danmarksserien, Kreds 1 - 8. plads
- 1993-94: Danmarksserien, Kreds 1 - 13. plads
- 1992-93: Danmarksserien, Kreds 1 - 7. plads
- 1991-92: Danmarksserien, Kreds 1 - 7. plads
- 1991: Danmarksserien, Kreds 1 - 3. plads
- 1990: Sjællandsserien - 2. plads (Derefter oprykning efter slutspil)